# Persoonia silvatica
Persoonia silvatica (лат.) — кустарник или небольшое дерево, вид рода Персоония (Persoonia) семейства Протейные (Proteaceae), эндемик юго-восточной Австралии. Растёт в основном в лесу близ границы между Новым Южным Уэльсом и Викторией.

## Ботаническое описание
Persoonia silvatica — кустарник или небольшое дерево, вырастающее до высоты 1,5-9 м. Молодые ветви имеют редкий волосяной покров. Листья расположены попеременно, их длина составляет 30-120 мм, а ширина — 6-25 мм. Листья от узких эллиптических до копьевидных или от узких лопаткообразных до копьевидных с более узким концом к основанию. Они плоские и гладкие, верхняя поверхность более тёмного цвета, чем нижняя, а листья в молодом возрасте опушены, но с возрастом становятся гладкими. Цветки расположены в кистях в пазухах листьев или на концах ветвей, и некоторые из цветоносов после цветения продолжают расти в листовые побеги. У каждого цветка есть цветоножка длиной 1-4 мм, иногда опушённая. Цветок состоит из четырёх жёлтых листочков околоцветника длиной 12-14 мм, сросшихся у основания, но с загнутыми назад кончиками. На конце каждого листочка околоцветника имеется шип длиной до 1,5 мм. Центральный столбик окружён четырьмя белыми пыльниками, которые также соединены в основании с загнутыми назад кончиками, так что при взгляде с торца они напоминают крест. Завязь у основания столбика гладкая. Цветёт летом, плоды — зелёные костянки овальной формы около 15 мм в длину и 12 мм в ширину.

Persoonia silvatica
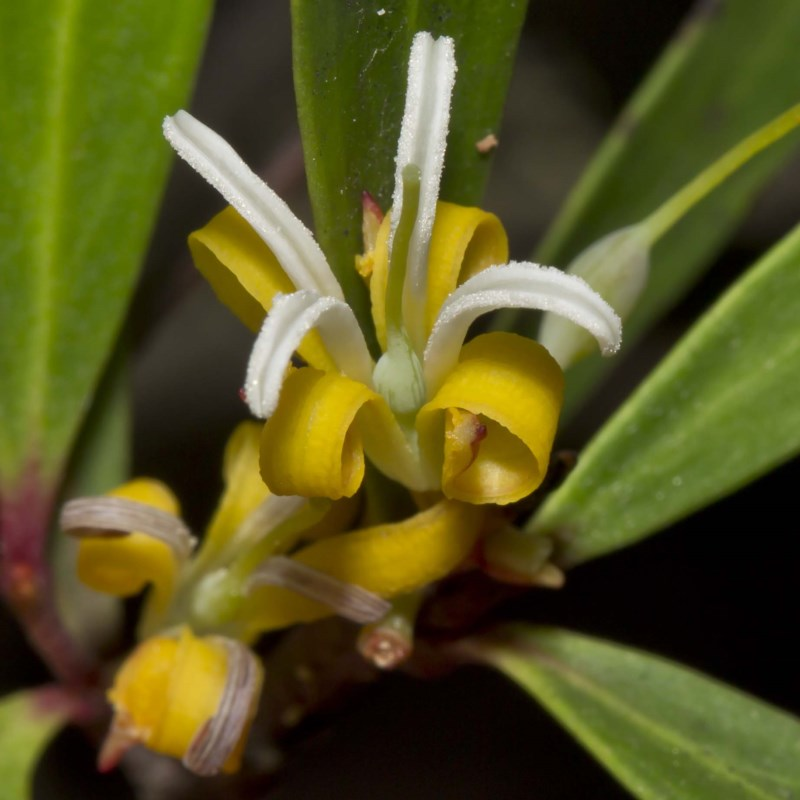
Цветок
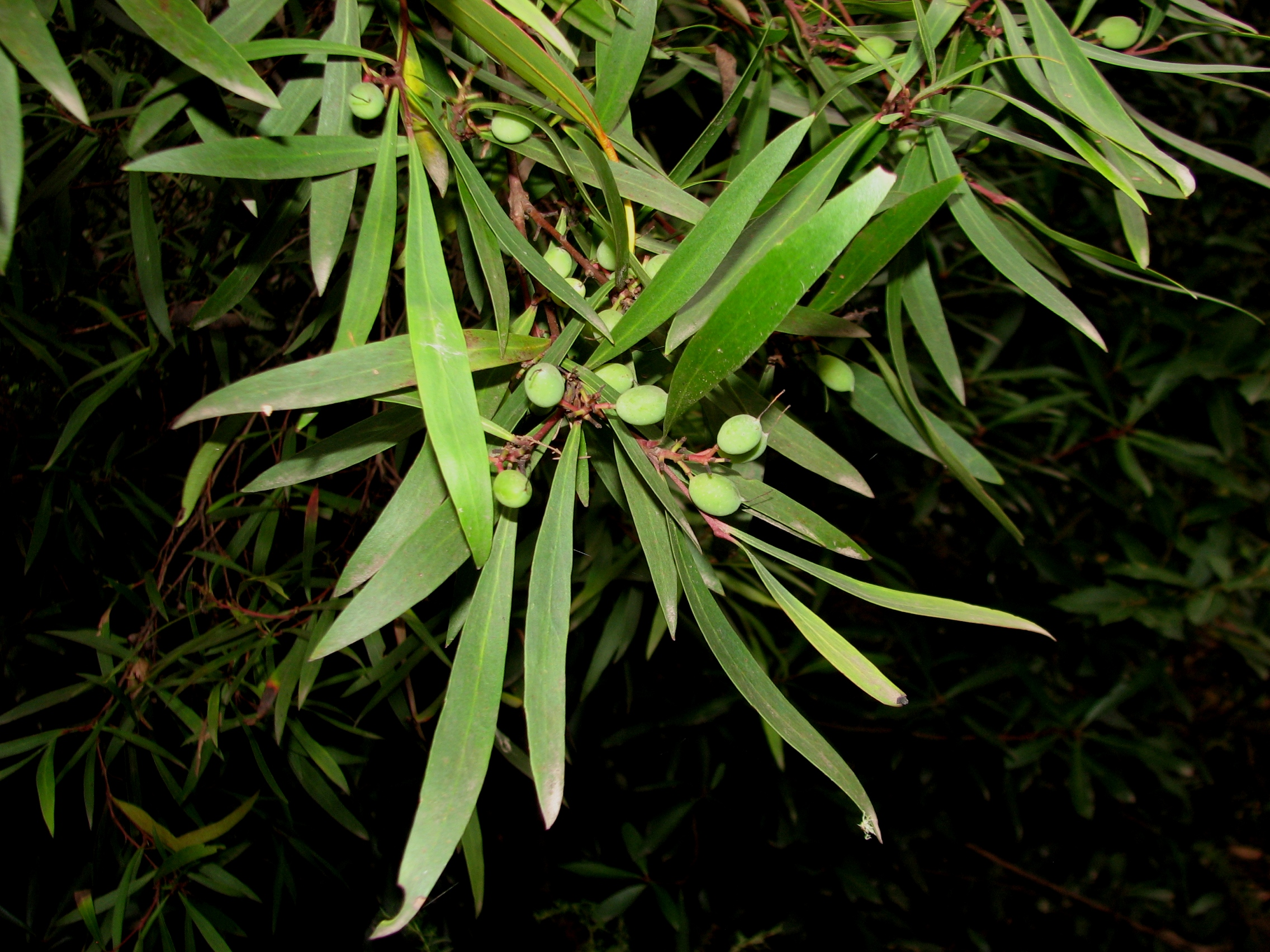
Листья и плоды (национальный парк Эрринундра)

## Таксономия
Вид был описан в 1957 году австралийским ботаником Лоренсом Джонсоном на основе образца, собранного на вершине Браун в Новом Южном Уэльсе немецким садоводом и ботаником Эрнстом Бетхе в 1893 году. Видовой эпитет — от латинского слова silvatica, означающее «лесной».

## Распространение и экология
Persoonia silvatica — эндемик австралийских штатов Новый Южный Уэльс и Виктория. Встречается в горных лесах вдоль Большого Водораздельного хребта в Восточном Гиппсленде в Виктория и на юго-востоке Нового Южного Уэльса, включая поселние Бендок, национальный парк Эрринундра, гору Кай и Хау-Хилл в Виктории и национальный парк Монга, пик Тиндерри и гору Керрокбилли в Новом Южном Уэльсе. Растения, которые считаются гибридами этого вида с Persoonia confertiflora, были отмечены в Генуе, штат Виктория.